# أكاديمية ثيا بومان للقيادة
أكاديمية ثيا بومان للقيادة
همدرسة مستقلة مدتها 13 عامًا (K-12) في غاري ، إنديانا . سميت الأكاديمية على اسم الأخت ثيا بومان ، وهي راهبة أمريكية من أصل أفريقي، وراهبة كاثوليكية رومانية، ومعلمة، وباحثة، من راهبات العشق الأبدي الفرنسيسكان المدرسة مرخصة من قبل جامعة بول ستيت ، وقد تم تأسيسها من قبل مؤسسة دريكسيل للتميز التعليمي، وتديرها مدارس الجودة الأمريكية

## التاريخ
افتتحت أكاديمية ثيا بومان للقيادة لأول مرة كمدرسة مستأجرة K-6 في 18 أغسطس 2003  مع مرور كل عام، أضافت أكاديمية بومان مستوى صفًا إضافيًا. اعتبارًا من العام الدراسي 2009-2010 ، وسعت المدرسة برنامجها لاستيعاب جميع مستويات الصف الثالث عشر، من رياض الأطفال حتى الصف الثاني عشر. كان الطلاب الذين التحقوا بالبرنامج بصفتهم طلابًا في الصف السادس في أغسطس 2003 يتألفون من الصف الأول بالمدرسة من خريجي المدارس الثانوية في يونيو 2010.

## التصميم
صمم برنامج ثيا بومان العلماء لمساعدة الطلاب الأمريكيين من أصل أفريقي على تحقيق النجاح والنضج كقادة طوال دورة حياتهم في جامعة والش. يتماشى
تحتل أكاديمية K-6 Thea Bowman Leadership Academy المبنى الذي كان يضم مدرسة Holy Angels ، وهي مدرسة رومانية كاثوليكية مرتبطة بكاتدرائية الملائكة المقدسين المجاورة، وهي الكنيسة الأم لأبرشية الروم الكاثوليك في غاري . تم افتتاح المبنى الحالي في عام 1966 باسم مدرسة الملائكة المقدسة، وتمت إعادة تسميته في عام 1994 باسم مدرسة الأخت ثيا بومان،  ولكن تم إغلاقها في نهاية المطاف في عام 2002 من قبل الأبرشية على الرغم من أن المدرسة الحالية لا تتبع بأي حال من الأحوال الكاتدرائية والأبرشية.
في عام 2008 ، بدأت أكاديمية بومان تشييد مبنى جديد لاستيعاب الطلاب في الصفوف من 7 إلى 12. تم تخصيص المدرسة الثانوية الجديدة لأكاديمية ثيا بومان للقيادة في 23 أبريل 2009 ،  وهي تعمل بكامل طاقتها للعام الدراسي 2009-2010.

## ألعاب القوى
خلال العام الدراسي 2010-2011 ، فاز فريق كرة السلة للأولاد التابع لأكاديمية Thea Bowman للقادة ببطولة Class 1A State ، في عامها الثاني فقط من البطولة.

## روابط خارجية
- أكاديمية ثيا بومان للقيادة (K-6) الموقع الرسمي
- أكاديمية ثيا بومان للقيادة الابن - سي. المدرسة الثانوية (7-12) الموقع الرسمي
- مؤسسة دريكسيل للتميز التعليمي، Inc. موقع رسمي
- مدارس الجودة الأمريكية موقع رسمي
- لقطة من المدرسة من قبل وزارة التعليم في إنديانا